# Lista över fornlämningar i Vaggeryds kommun
Lista över fornlämningar i Vaggeryds kommun är en förteckning av ett urval av de fornlämningar som finns i Vaggeryds kommun.

## Bondstorp
| Namn                          | Lämningstyp  | Tillkomsttid | Historisk indelning | Plats | Läge                 | ID-nr          | Bild                                 |
| ----------------------------- | ------------ | ------------ | ------------------- | ----- | -------------------- | -------------- | ------------------------------------ |
| Bondstorp 2:1                 | Gravfält     |              | Bondstorp, Småland  |       | 57.527078, 13.953876 | 10057000020001 | Ladda upp en bild av detta fornminne |
| Bondstorp 5:1                 | Stensättning |              | Bondstorp, Småland  |       | 57.568161, 13.965413 | 10057000050001 | Ladda upp en bild av detta fornminne |
| Klosterbacken (Bondstorp 9:1) | Stensättning |              | Bondstorp, Småland  |       | 57.634690, 13.964165 | 10057000090001 | Ladda upp en bild av detta fornminne |
| Bondstorp 13:1                | Gravfält     |              | Bondstorp, Småland  |       | 57.606973, 13.851075 | 10057000130001 | Ladda upp en bild av detta fornminne |
| Bondstorp 14:1                | Röse         |              | Bondstorp, Småland  |       | 57.606582, 13.846358 | 10057000140001 | Ladda upp en bild av detta fornminne |
| Bondstorp 16:1                | Stenkrets    |              | Bondstorp, Småland  |       | 57.577094, 13.930391 | 10057000160001 | Ladda upp en bild av detta fornminne |

## Byarum
| Namn                           | Lämningstyp                 | Tillkomsttid | Historisk indelning | Plats | Läge                 | ID-nr          | Bild                                      |
| ------------------------------ | --------------------------- | ------------ | ------------------- | ----- | -------------------- | -------------- | ----------------------------------------- |
| Byarum 1:1                     | Stenkrets                   |              | Byarum, Småland     |       | 57.493753, 14.139624 | 10057700010001 | Ladda upp en bild av detta fornminne      |
| Byarum 1:2                     | Grav markerad av sten/block |              | Byarum, Småland     |       | 57.493714, 14.139773 | 10057700010002 | Ladda upp en bild av detta fornminne      |
| Byarum 3:1                     | Stensättning                |              | Byarum, Småland     |       | 57.490119, 14.151189 | 10057700030001 | Ladda upp en bild av detta fornminne      |
| Byarum 3:2                     | Stensättning                |              | Byarum, Småland     |       | 57.490160, 14.150917 | 10057700030002 | Ladda upp en bild av detta fornminne      |
| Byarum 3:3                     | Grav markerad av sten/block |              | Byarum, Småland     |       | 57.490266, 14.151338 | 10057700030003 | Ladda upp en bild av detta fornminne      |
| Byarum 4:1                     | Stenkrets                   |              | Byarum, Småland     |       | 57.511742, 14.177969 | 10057700040001 | Ladda upp en bild av detta fornminne      |
| Stora rör (Byarum 7:1)         | Röse                        |              | Byarum, Småland     |       | 57.490146, 14.183821 | 10057700070001 | Ladda upp en bild av detta fornminne      |
| Byarum 12:1                    | Gravfält                    |              | Byarum, Småland     |       | 57.505069, 14.180764 | 10057700120001 | Ladda upp en bild av detta fornminne      |
| Byarum 13:1                    | Gravfält                    |              | Byarum, Småland     |       | 57.506688, 14.179338 | 10057700130001 | Ladda upp en bild av detta fornminne      |
| Byarum 14:1                    | Stensättning                |              | Byarum, Småland     |       | 57.506661, 14.180280 | 10057700140001 | Ladda upp en bild av detta fornminne      |
| Byarum 15:1                    | Stenkrets                   |              | Byarum, Småland     |       | 57.509099, 14.186738 | 10057700150001 | Ladda upp en bild av detta fornminne      |
| Byarum 17:1                    | Röse                        |              | Byarum, Småland     |       | 57.504514, 14.201322 | 10057700170001 | Ladda upp en bild av detta fornminne      |
| Byarum 18:1                    | Grav markerad av sten/block |              | Byarum, Småland     |       | 57.506820, 14.200824 | 10057700180001 | Ladda upp en bild av detta fornminne      |
| Byarum 18:2                    | Grav markerad av sten/block |              | Byarum, Småland     |       | 57.506922, 14.200893 | 10057700180002 | Ladda upp en bild av detta fornminne      |
| Dacksbergsslott (Byarum 20:1)  | Stensättning                |              | Byarum, Småland     |       | 57.507430, 14.206759 | 10057700200001 | Ladda upp en bild av detta fornminne      |
| Dacksbergsslott (Byarum 20:3)  | Stensättning                |              | Byarum, Småland     |       | 57.507159, 14.206757 | 10057700200003 | Ladda upp en bild av detta fornminne      |
| Byarum 21:1                    | Stensättning                |              | Byarum, Småland     |       | 57.506275, 14.206760 | 10057700210001 | Ladda upp en bild av detta fornminne      |
| Byarum 25:1                    | Gravfält                    |              | Byarum, Småland     |       | 57.510066, 14.199642 | 10057700250001 | Ladda upp en bild av detta fornminne      |
| Byarum 28:1                    | Stenkrets                   |              | Byarum, Småland     |       | 57.533828, 14.139761 | 10057700280001 | Ladda upp en bild av detta fornminne      |
| Byarum 28:2                    | Grav markerad av sten/block |              | Byarum, Småland     |       | 57.533923, 14.139981 | 10057700280002 | Ladda upp en bild av detta fornminne      |
| Byarum 28:3                    | Grav markerad av sten/block |              | Byarum, Småland     |       | 57.533613, 14.139639 | 10057700280003 | Ladda upp en bild av detta fornminne      |
| Byarum 29:1                    | Stensättning                |              | Byarum, Småland     |       | 57.532746, 14.139712 | 10057700290001 | Ladda upp en bild av detta fornminne      |
| Byarum 29:2                    | Stensättning                |              | Byarum, Småland     |       | 57.532551, 14.139535 | 10057700290002 | Ladda upp en bild av detta fornminne      |
| Byarum 30:1                    | Gravfält                    |              | Byarum, Småland     |       | 57.532477, 14.142678 | 10057700300001 | Ladda upp en bild av detta fornminne      |
| Byarum 31:1                    | Gravfält                    |              | Byarum, Småland     |       | 57.520510, 14.140602 | 10057700310001 | Ladda upp en bild av detta fornminne      |
| Byarum 32:1                    | Hög                         |              | Byarum, Småland     |       | 57.520351, 14.149784 | 10057700320001 | Ladda upp en bild av detta fornminne      |
| Byarum 33:1                    | Grav markerad av sten/block |              | Byarum, Småland     |       | 57.516234, 14.177322 | 10057700330001 | Ladda upp en bild av detta fornminne      |
| Byarum 36:1                    | Röse                        |              | Byarum, Småland     |       | 57.529092, 14.159878 | 10057700360001 | Ladda upp en bild av detta fornminne      |
| Byarum 37:1                    | Gravfält                    |              | Byarum, Småland     |       | 57.514242, 14.180817 | 10057700370001 | Ladda upp en bild av detta fornminne      |
| Byarum 38:1                    | Stensättning                |              | Byarum, Småland     |       | 57.514548, 14.183443 | 10057700380001 | Ladda upp en bild av detta fornminne      |
| Byarum 38:2                    | Stensättning                |              | Byarum, Småland     |       | 57.514648, 14.183439 | 10057700380002 | Ladda upp en bild av detta fornminne      |
| Byarum 39:1                    | Stensättning                |              | Byarum, Småland     |       | 57.514200, 14.183444 | 10057700390001 | Ladda upp en bild av detta fornminne      |
| Byarum 40:1                    | Grav markerad av sten/block |              | Byarum, Småland     |       | 57.522328, 14.224446 | 10057700400001 | Ladda upp en bild av detta fornminne      |
| Byarum 41:1                    | Stensättning                |              | Byarum, Småland     |       | 57.496173, 14.193567 | 10057700410001 | Ladda upp en bild av detta fornminne      |
| Börja kulle (Byarum 42:1)      | Stensättning                |              | Byarum, Småland     |       | 57.487538, 14.174756 | 10057700420001 | Ladda upp en bild av detta fornminne      |
| Börja kulle (Byarum 42:2)      | Stensättning                |              | Byarum, Småland     |       | 57.487630, 14.174820 | 10057700420002 | Ladda upp en bild av detta fornminne      |
| Börja kulle (Byarum 42:3)      | Stensättning                |              | Byarum, Småland     |       | 57.487849, 14.175011 | 10057700420003 | Ladda upp en bild av detta fornminne      |
| Byarum 43:1                    | Grav markerad av sten/block |              | Byarum, Småland     |       | 57.516944, 14.178399 | 10057700430001 | Ladda upp en bild av detta fornminne      |
| Byarum 44:1                    | Grav markerad av sten/block |              | Byarum, Småland     |       | 57.516508, 14.177679 | 10057700440001 | Ladda upp en bild av detta fornminne      |
| Byarum 44:2                    | Grav markerad av sten/block |              | Byarum, Småland     |       | 57.516595, 14.177807 | 10057700440002 | Ladda upp en bild av detta fornminne      |
| Byarum 47:1                    | Stensättning                |              | Byarum, Småland     |       | 57.529080, 14.160841 | 10057700470001 | Ladda upp en bild av detta fornminne      |
| Byarum 47:2                    | Stensättning                |              | Byarum, Småland     |       | 57.528895, 14.160776 | 10057700470002 | Ladda upp en bild av detta fornminne      |
| Byarum 49:1                    | Stenkrets                   |              | Byarum, Småland     |       | 57.482655, 14.157698 | 10057700490001 | Ladda upp en bild av detta fornminne      |
| Byarum 50:1                    | Stensättning                |              | Byarum, Småland     |       | 57.485346, 14.149279 | 10057700500001 | Ladda upp en bild av detta fornminne      |
| Byarum 50:2                    | Stenkrets                   |              | Byarum, Småland     |       | 57.485195, 14.149290 | 10057700500002 | Ladda upp en bild av detta fornminne      |
| Sm 55, Rasesten (Byarum 51:1)  | Runristning                 |              | Byarum, Småland     |       | 57.610189, 14.208688 | 10057700510001 | Ladda upp en till bild av detta fornminne |
| Byarum 56:1                    | Gravfält                    |              | Byarum, Småland     |       | 57.591416, 14.204380 | 10057700560001 | Ladda upp en bild av detta fornminne      |
| Byarum 58:1                    | Grav markerad av sten/block |              | Byarum, Småland     |       | 57.592480, 14.202844 | 10057700580001 | Ladda upp en bild av detta fornminne      |
| Byarum 58:2                    | Grav markerad av sten/block |              | Byarum, Småland     |       | 57.592370, 14.202952 | 10057700580002 | Ladda upp en bild av detta fornminne      |
| Byarum 58:3                    | Grav markerad av sten/block |              | Byarum, Småland     |       | 57.592416, 14.203053 | 10057700580003 | Ladda upp en bild av detta fornminne      |
| Byarum 58:4                    | Grav markerad av sten/block |              | Byarum, Småland     |       | 57.592347, 14.202797 | 10057700580004 | Ladda upp en bild av detta fornminne      |
| Byarum 63:1                    | Gravfält                    |              | Byarum, Småland     |       | 57.579959, 14.205884 | 10057700630001 | Ladda upp en bild av detta fornminne      |
| Byarum 64:1                    | Gravfält                    |              | Byarum, Småland     |       | 57.580509, 14.204269 | 10057700640001 | Ladda upp en bild av detta fornminne      |
| Byarum 66:1                    | Gravfält                    |              | Byarum, Småland     |       | 57.578038, 14.205093 | 10057700660001 | Ladda upp en bild av detta fornminne      |
| Byarum 67:1                    | Stenkrets                   |              | Byarum, Småland     |       | 57.570233, 14.209076 | 10057700670001 | Ladda upp en bild av detta fornminne      |
| Byarum 67:2                    | Grav markerad av sten/block |              | Byarum, Småland     |       | 57.570309, 14.209226 | 10057700670002 | Ladda upp en bild av detta fornminne      |
| Byarum 67:3                    | Grav markerad av sten/block |              | Byarum, Småland     |       | 57.570322, 14.208974 | 10057700670003 | Ladda upp en bild av detta fornminne      |
| Byarum 68:1                    | Gravfält                    |              | Byarum, Småland     |       | 57.570328, 14.208441 | 10057700680001 | Ladda upp en bild av detta fornminne      |
| Byarum 69:1                    | Gravfält                    |              | Byarum, Småland     |       | 57.572606, 14.208359 | 10057700690001 | Ladda upp en bild av detta fornminne      |
| Byarum 70:1                    | Stenkrets                   |              | Byarum, Småland     |       | 57.564631, 14.214029 | 10057700700001 | Ladda upp en bild av detta fornminne      |
| Byarum 71:1                    | Gravfält                    |              | Byarum, Småland     |       | 57.564197, 14.216169 | 10057700710001 | Ladda upp en bild av detta fornminne      |
| Byarum 72:1                    | Stenkrets                   |              | Byarum, Småland     |       | 57.563292, 14.216085 | 10057700720001 | Ladda upp en bild av detta fornminne      |
| Byarum 72:2                    | Stenkrets                   |              | Byarum, Småland     |       | 57.563395, 14.216100 | 10057700720002 | Ladda upp en bild av detta fornminne      |
| Byarum 73:1                    | Gravfält                    |              | Byarum, Småland     |       | 57.562667, 14.214350 | 10057700730001 | Ladda upp en bild av detta fornminne      |
| Byarum 74:1                    | Gravfält                    |              | Byarum, Småland     |       | 57.560841, 14.215695 | 10057700740001 | Ladda upp en bild av detta fornminne      |
| Byarum 75:1                    | Minnesmärke                 |              | Byarum, Småland     |       | 57.553163, 14.218299 | 10057700750001 | Ladda upp en bild av detta fornminne      |
| Galte Hall (Byarum 76:1)       | Grav markerad av sten/block |              | Byarum, Småland     |       | 57.612228, 14.155810 | 10057700760001 | Ladda upp en bild av detta fornminne      |
| Byarum 79:1                    | Gravfält                    |              | Byarum, Småland     |       | 57.608652, 14.140919 | 10057700790001 | Ladda upp en bild av detta fornminne      |
| Byarum 80:1                    | Stensättning                |              | Byarum, Småland     |       | 57.594517, 14.134252 | 10057700800001 | Ladda upp en bild av detta fornminne      |
| Byarum 80:2                    | Röse                        |              | Byarum, Småland     |       | 57.594862, 14.134236 | 10057700800002 | Ladda upp en bild av detta fornminne      |
| Byarum 83:1                    | Stensättning                |              | Byarum, Småland     |       | 57.593483, 14.131877 | 10057700830001 | Ladda upp en bild av detta fornminne      |
| Byarum 85:1                    | Gravfält                    |              | Byarum, Småland     |       | 57.598771, 14.126029 | 10057700850001 | Ladda upp en bild av detta fornminne      |
| Byarum 86:1                    | Röse                        |              | Byarum, Småland     |       | 57.591998, 14.122875 | 10057700860001 | Ladda upp en bild av detta fornminne      |
| Byarum 87:1                    | Gravfält                    |              | Byarum, Småland     |       | 57.589744, 14.119044 | 10057700870001 | Ladda upp en bild av detta fornminne      |
| Byarum 89:1                    | Röse                        |              | Byarum, Småland     |       | 57.607678, 14.108795 | 10057700890001 | Ladda upp en bild av detta fornminne      |
| Byarum 90:1                    | Gravfält                    |              | Byarum, Småland     |       | 57.608003, 14.113503 | 10057700900001 | Ladda upp en bild av detta fornminne      |
| Byarum 91:1                    | Stenkrets                   |              | Byarum, Småland     |       | 57.605198, 14.090657 | 10057700910001 | Ladda upp en bild av detta fornminne      |
| Byarum 92:1                    | Röse                        |              | Byarum, Småland     |       | 57.607021, 14.090938 | 10057700920001 | Ladda upp en bild av detta fornminne      |
| Byarum 93:1                    | Röse                        |              | Byarum, Småland     |       | 57.608089, 14.090825 | 10057700930001 | Ladda upp en bild av detta fornminne      |
| Byarum 94:1                    | Stensättning                |              | Byarum, Småland     |       | 57.604745, 14.092893 | 10057700940001 | Ladda upp en bild av detta fornminne      |
| Byarum 95:1                    | Röse                        |              | Byarum, Småland     |       | 57.598637, 14.102037 | 10057700950001 | Ladda upp en bild av detta fornminne      |
| Byarum 95:2                    | Röse                        |              | Byarum, Småland     |       | 57.598828, 14.102021 | 10057700950002 | Ladda upp en bild av detta fornminne      |
| Byarum 95:3                    | Stensättning                |              | Byarum, Småland     |       | 57.598479, 14.102065 | 10057700950003 | Ladda upp en bild av detta fornminne      |
| Byarum 96:1                    | Röse                        |              | Byarum, Småland     |       | 57.597404, 14.095300 | 10057700960001 | Ladda upp en bild av detta fornminne      |
| Byarum 97:1                    | Stensättning                |              | Byarum, Småland     |       | 57.597074, 14.093366 | 10057700970001 | Ladda upp en bild av detta fornminne      |
| Byarum 97:2                    | Stensättning                |              | Byarum, Småland     |       | 57.597182, 14.093340 | 10057700970002 | Ladda upp en bild av detta fornminne      |
| Byarum 97:3                    | Stensättning                |              | Byarum, Småland     |       | 57.597259, 14.093485 | 10057700970003 | Ladda upp en bild av detta fornminne      |
| Byarum 98:1                    | Stensättning                |              | Byarum, Småland     |       | 57.591607, 14.096105 | 10057700980001 | Ladda upp en bild av detta fornminne      |
| Byarum 98:2                    | Stensättning                |              | Byarum, Småland     |       | 57.591826, 14.096265 | 10057700980002 | Ladda upp en bild av detta fornminne      |
| Byarum 99:1                    | Röse                        |              | Byarum, Småland     |       | 57.587186, 14.100237 | 10057700990001 | Ladda upp en bild av detta fornminne      |
| Byarum 100:1                   | Stensättning                |              | Byarum, Småland     |       | 57.586136, 14.100605 | 10057701000001 | Ladda upp en bild av detta fornminne      |
| Byarum 105:1                   | Stensättning                |              | Byarum, Småland     |       | 57.537095, 14.150259 | 10057701050001 | Ladda upp en bild av detta fornminne      |
| Byarum 105:2                   | Stensättning                |              | Byarum, Småland     |       | 57.536890, 14.150456 | 10057701050002 | Ladda upp en bild av detta fornminne      |
| Byarum 107:1                   | Stensättning                |              | Byarum, Småland     |       | 57.537981, 14.151567 | 10057701070001 | Ladda upp en bild av detta fornminne      |
| Byarum 108:1                   | Stensättning                |              | Byarum, Småland     |       | 57.539245, 14.152446 | 10057701080001 | Ladda upp en bild av detta fornminne      |
| Byarum 109:1                   | Hög                         |              | Byarum, Småland     |       | 57.540998, 14.153915 | 10057701090001 | Ladda upp en bild av detta fornminne      |
| Byarum 109:2                   | Grav markerad av sten/block |              | Byarum, Småland     |       | 57.541035, 14.153760 | 10057701090002 | Ladda upp en bild av detta fornminne      |
| Byarum 110:1                   | Gravfält                    |              | Byarum, Småland     |       | 57.538312, 14.154385 | 10057701100001 | Ladda upp en bild av detta fornminne      |
| Byarum 112:1                   | Stensättning                |              | Byarum, Småland     |       | 57.538035, 14.156644 | 10057701120001 | Ladda upp en bild av detta fornminne      |
| Byarum 114:1                   | Stenkammargrav              |              | Byarum, Småland     |       | 57.526434, 14.093917 | 10057701140001 | Ladda upp en bild av detta fornminne      |
| Kulledal (Byarum 116:1)        | Hög                         |              | Byarum, Småland     |       | 57.524619, 14.092769 | 10057701160001 | Ladda upp en bild av detta fornminne      |
| Byarum 118:1                   | Stensättning                |              | Byarum, Småland     |       | 57.572169, 14.109540 | 10057701180001 | Ladda upp en bild av detta fornminne      |
| Byarum 118:2                   | Stensättning                |              | Byarum, Småland     |       | 57.572486, 14.109673 | 10057701180002 | Ladda upp en bild av detta fornminne      |
| Byarum 119:1                   | Stenkrets                   |              | Byarum, Småland     |       | 57.568811, 14.107985 | 10057701190001 | Ladda upp en bild av detta fornminne      |
| Byarum 120:1                   | Stenkrets                   |              | Byarum, Småland     |       | 57.568245, 14.108636 | 10057701200001 | Ladda upp en bild av detta fornminne      |
| Byarum 122:1                   | Stensättning                |              | Byarum, Småland     |       | 57.575357, 14.110318 | 10057701220001 | Ladda upp en bild av detta fornminne      |
| Spökekullen (Byarum 125:1)     | Stensättning                |              | Byarum, Småland     |       | 57.567675, 14.110997 | 10057701250001 | Ladda upp en bild av detta fornminne      |
| Byarum 126:1                   | Stensättning                |              | Byarum, Småland     |       | 57.567265, 14.109010 | 10057701260001 | Ladda upp en bild av detta fornminne      |
| Byarum 127:1                   | Stensättning                |              | Byarum, Småland     |       | 57.567327, 14.108139 | 10057701270001 | Ladda upp en bild av detta fornminne      |
| Byarum 128:1                   | Stenkrets                   |              | Byarum, Småland     |       | 57.566497, 14.110554 | 10057701280001 | Ladda upp en bild av detta fornminne      |
| Byarum 128:2                   | Stenkrets                   |              | Byarum, Småland     |       | 57.566709, 14.110367 | 10057701280002 | Ladda upp en bild av detta fornminne      |
| Byarum 129:1                   | Stensättning                |              | Byarum, Småland     |       | 57.565457, 14.093534 | 10057701290001 | Ladda upp en bild av detta fornminne      |
| Byarum 130:1                   | Gravfält                    |              | Byarum, Småland     |       | 57.581668, 14.104379 | 10057701300001 | Ladda upp en bild av detta fornminne      |
| Byarum 131:1                   | Stensättning                |              | Byarum, Småland     |       | 57.557913, 14.124618 | 10057701310001 | Ladda upp en bild av detta fornminne      |
| Kyrkekullen (Byarum 132:1)     | Stensättning                |              | Byarum, Småland     |       | 57.557153, 14.125543 | 10057701320001 | Ladda upp en bild av detta fornminne      |
| Byarum 133:1                   | Stensättning                |              | Byarum, Småland     |       | 57.562154, 14.119150 | 10057701330001 | Ladda upp en bild av detta fornminne      |
| Byarum 133:2                   | Stensättning                |              | Byarum, Småland     |       | 57.562212, 14.119000 | 10057701330002 | Ladda upp en bild av detta fornminne      |
| Byarum 133:3                   | Stensättning                |              | Byarum, Småland     |       | 57.562175, 14.118807 | 10057701330003 | Ladda upp en bild av detta fornminne      |
| Byarum 134:1                   | Stensättning                |              | Byarum, Småland     |       | 57.563250, 14.119032 | 10057701340001 | Ladda upp en bild av detta fornminne      |
| Byarum 134:2                   | Stensättning                |              | Byarum, Småland     |       | 57.563483, 14.118834 | 10057701340002 | Ladda upp en bild av detta fornminne      |
| Byarum 135:1                   | Stensättning                |              | Byarum, Småland     |       | 57.563013, 14.119863 | 10057701350001 | Ladda upp en bild av detta fornminne      |
| Byarum 135:2                   | Stensättning                |              | Byarum, Småland     |       | 57.562874, 14.119861 | 10057701350002 | Ladda upp en bild av detta fornminne      |
| Byarum 136:1                   | Stensättning                |              | Byarum, Småland     |       | 57.555423, 14.118755 | 10057701360001 | Ladda upp en bild av detta fornminne      |
| Byarum 138:1                   | Stensättning                |              | Byarum, Småland     |       | 57.552207, 14.120412 | 10057701380001 | Ladda upp en bild av detta fornminne      |
| Byarum 138:2                   | Stensättning                |              | Byarum, Småland     |       | 57.552059, 14.120670 | 10057701380002 | Ladda upp en bild av detta fornminne      |
| Byarum 139:1                   | Gravfält                    |              | Byarum, Småland     |       | 57.545906, 14.118347 | 10057701390001 | Ladda upp en bild av detta fornminne      |
| Byarum 140:1                   | Röse                        |              | Byarum, Småland     |       | 57.583049, 14.105140 | 10057701400001 | Ladda upp en bild av detta fornminne      |
| Byarum 140:2                   | Stenkrets                   |              | Byarum, Småland     |       | 57.582912, 14.105146 | 10057701400002 | Ladda upp en bild av detta fornminne      |
| Byarum 143:1                   | Stensättning                |              | Byarum, Småland     |       | 57.542940, 14.149674 | 10057701430001 | Ladda upp en bild av detta fornminne      |
| Byarum 143:2                   | Stensättning                |              | Byarum, Småland     |       | 57.542631, 14.149568 | 10057701430002 | Ladda upp en bild av detta fornminne      |
| Byarum 144:1                   | Stensättning                |              | Byarum, Småland     |       | 57.542528, 14.152175 | 10057701440001 | Ladda upp en bild av detta fornminne      |
| Byarum 145:1                   | Stensättning                |              | Byarum, Småland     |       | 57.539144, 14.193187 | 10057701450001 | Ladda upp en bild av detta fornminne      |
| Byarum 146:1                   | Stensättning                |              | Byarum, Småland     |       | 57.539612, 14.193179 | 10057701460001 | Ladda upp en bild av detta fornminne      |
| Byarum 148:1                   | Stensättning                |              | Byarum, Småland     |       | 57.575817, 14.158420 | 10057701480001 | Ladda upp en bild av detta fornminne      |
| Byarum 149:1                   | Röse                        |              | Byarum, Småland     |       | 57.573132, 14.153967 | 10057701490001 | Ladda upp en bild av detta fornminne      |
| Byarum 149:2                   | Stensättning                |              | Byarum, Småland     |       | 57.572981, 14.153957 | 10057701490002 | Ladda upp en bild av detta fornminne      |
| Byarum 154:1                   | Gravfält                    |              | Byarum, Småland     |       | 57.485694, 14.140552 | 10057701540001 | Ladda upp en bild av detta fornminne      |
| Byarum 159:1                   | Stensättning                |              | Byarum, Småland     |       | 57.483797, 14.098186 | 10057701590001 | Ladda upp en bild av detta fornminne      |
| Byarum 159:2                   | Grav markerad av sten/block |              | Byarum, Småland     |       | 57.483660, 14.098193 | 10057701590002 | Ladda upp en bild av detta fornminne      |
| Byarum 159:3                   | Grav markerad av sten/block |              | Byarum, Småland     |       | 57.483731, 14.098337 | 10057701590003 | Ladda upp en bild av detta fornminne      |
| Byarum 162:1                   | Gravfält                    |              | Byarum, Småland     |       | 57.477183, 14.077682 | 10057701620001 | Ladda upp en bild av detta fornminne      |
| Byarum 164:1                   | Gravfält                    |              | Byarum, Småland     |       | 57.527501, 14.140786 | 10057701640001 | Ladda upp en bild av detta fornminne      |
| Byarum 168:1                   | Stenkrets                   |              | Byarum, Småland     |       | 57.501355, 14.067547 | 10057701680001 | Ladda upp en bild av detta fornminne      |
| Byarum 171:1                   | Stensättning                |              | Byarum, Småland     |       | 57.494556, 14.013513 | 10057701710001 | Ladda upp en bild av detta fornminne      |
| Byarum 174:1                   | Stensättning                |              | Byarum, Småland     |       | 57.533777, 14.147377 | 10057701740001 | Ladda upp en bild av detta fornminne      |
| Byarum 198:1                   | Stensättning                |              | Byarum, Småland     |       | 57.578826, 14.105266 | 10057701980001 | Ladda upp en bild av detta fornminne      |
| Byarum 209:1                   | Stensättning                |              | Byarum, Småland     |       | 57.585413, 14.107024 | 10057702090001 | Ladda upp en bild av detta fornminne      |
| Byarum 221:1                   | Röse                        |              | Byarum, Småland     |       | 57.614210, 14.052710 | 10057702210001 | Ladda upp en bild av detta fornminne      |
| Byarum 251:1                   | Stensättning                |              | Byarum, Småland     |       | 57.576616, 14.157319 | 10057702510001 | Ladda upp en bild av detta fornminne      |
| Byarum 252:1                   | Stensättning                |              | Byarum, Småland     |       | 57.578278, 14.156140 | 10057702520001 | Ladda upp en bild av detta fornminne      |
| Byarum 252:2                   | Stensättning                |              | Byarum, Småland     |       | 57.578088, 14.156085 | 10057702520002 | Ladda upp en bild av detta fornminne      |
| Byarum 252:3                   | Stensättning                |              | Byarum, Småland     |       | 57.578188, 14.156363 | 10057702520003 | Ladda upp en bild av detta fornminne      |
| Byarum 254:1                   | Grav markerad av sten/block |              | Byarum, Småland     |       | 57.568511, 14.168872 | 10057702540001 | Ladda upp en bild av detta fornminne      |
| Byarum 255:1                   | Stenkrets                   |              | Byarum, Småland     |       | 57.567568, 14.170464 | 10057702550001 | Ladda upp en bild av detta fornminne      |
| Byarum 259:1                   | Gravfält                    |              | Byarum, Småland     |       | 57.576740, 14.062763 | 10057702590001 | Ladda upp en bild av detta fornminne      |
| Byarum 260:1                   | Gravfält                    |              | Byarum, Småland     |       | 57.576900, 14.069457 | 10057702600001 | Ladda upp en bild av detta fornminne      |
| Byarum 261:1                   | Stensättning                |              | Byarum, Småland     |       | 57.576208, 14.081382 | 10057702610001 | Ladda upp en bild av detta fornminne      |
| Byarum 262:1                   | Stensättning                |              | Byarum, Småland     |       | 57.572668, 14.070273 | 10057702620001 | Ladda upp en bild av detta fornminne      |
| Byarum 263:1                   | Stensättning                |              | Byarum, Småland     |       | 57.569575, 14.066001 | 10057702630001 | Ladda upp en bild av detta fornminne      |
| Byarum 264:1                   | Stensättning                |              | Byarum, Småland     |       | 57.571710, 14.069433 | 10057702640001 | Ladda upp en bild av detta fornminne      |
| Byarum 264:2                   | Stensättning                |              | Byarum, Småland     |       | 57.571552, 14.069459 | 10057702640002 | Ladda upp en bild av detta fornminne      |
| Byarum 265:1                   | Stensättning                |              | Byarum, Småland     |       | 57.574616, 14.081166 | 10057702650001 | Ladda upp en bild av detta fornminne      |
| Byarum 266:1                   | Minnesmärke                 |              | Byarum, Småland     |       | 57.567171, 14.079830 | 10057702660001 | Ladda upp en bild av detta fornminne      |
| Byarum 266:2                   | Minnesmärke                 |              | Byarum, Småland     |       | 57.567104, 14.079960 | 10057702660002 | Ladda upp en bild av detta fornminne      |
| Byarum 266:3                   | Minnesmärke                 |              | Byarum, Småland     |       | 57.567108, 14.079955 | 10057702660003 | Ladda upp en bild av detta fornminne      |
| Byarum 266:4                   | Minnesmärke                 |              | Byarum, Småland     |       | 57.567113, 14.079955 | 10057702660004 | Ladda upp en bild av detta fornminne      |
| Byarum 267:1                   | Hög                         |              | Byarum, Småland     |       | 57.562589, 14.074665 | 10057702670001 | Ladda upp en bild av detta fornminne      |
| Byarum 268:1                   | Stensättning                |              | Byarum, Småland     |       | 57.555344, 14.054928 | 10057702680001 | Ladda upp en bild av detta fornminne      |
| Byarum 269:1                   | Stensättning                |              | Byarum, Småland     |       | 57.550576, 14.057649 | 10057702690001 | Ladda upp en bild av detta fornminne      |
| Byarum 270:1                   | Stensättning                |              | Byarum, Småland     |       | 57.546182, 14.063821 | 10057702700001 | Ladda upp en bild av detta fornminne      |
| Byarum 270:2                   | Stensättning                |              | Byarum, Småland     |       | 57.546294, 14.063821 | 10057702700002 | Ladda upp en bild av detta fornminne      |
| Byarum 271:1                   | Stensättning                |              | Byarum, Småland     |       | 57.536355, 14.085183 | 10057702710001 | Ladda upp en bild av detta fornminne      |
| Byarum 274:1                   | Stenkrets                   |              | Byarum, Småland     |       | 57.545092, 14.079205 | 10057702740001 | Ladda upp en bild av detta fornminne      |
| Byarum 274:2                   | Stensättning                |              | Byarum, Småland     |       | 57.545213, 14.079205 | 10057702740002 | Ladda upp en bild av detta fornminne      |
| Byarum 275:1                   | Röse                        |              | Byarum, Småland     |       | 57.514257, 14.075860 | 10057702750001 | Ladda upp en bild av detta fornminne      |
| Byarum 275:2                   | Stensättning                |              | Byarum, Småland     |       | 57.514500, 14.076255 | 10057702750002 | Ladda upp en bild av detta fornminne      |
| Byarum 275:3                   | Röse                        |              | Byarum, Småland     |       | 57.514211, 14.076525 | 10057702750003 | Ladda upp en bild av detta fornminne      |
| Byarum 276:1                   | Stensättning                |              | Byarum, Småland     |       | 57.520294, 14.081050 | 10057702760001 | Ladda upp en bild av detta fornminne      |
| Gubben (Byarum 279:1)          | Gravfält                    |              | Byarum, Småland     |       | 57.524759, 14.089193 | 10057702790001 | Ladda upp en bild av detta fornminne      |
| Byarum 282:1                   | Stensättning                |              | Byarum, Småland     |       | 57.525199, 14.093985 | 10057702820001 | Ladda upp en bild av detta fornminne      |
| Byarum 284:1                   | Stenkrets                   |              | Byarum, Småland     |       | 57.588025, 14.092730 | 10057702840001 | Ladda upp en bild av detta fornminne      |
| Byarum 285:1                   | Stensättning                |              | Byarum, Småland     |       | 57.590070, 14.103030 | 10057702850001 | Ladda upp en bild av detta fornminne      |
| Byarum 285:2                   | Röse                        |              | Byarum, Småland     |       | 57.590349, 14.103378 | 10057702850002 | Ladda upp en bild av detta fornminne      |
| Byarum 286:1                   | Stensättning                |              | Byarum, Småland     |       | 57.585790, 14.112195 | 10057702860001 | Ladda upp en bild av detta fornminne      |
| Byarum 286:2                   | Stensättning                |              | Byarum, Småland     |       | 57.585686, 14.112136 | 10057702860002 | Ladda upp en bild av detta fornminne      |
| Byarum 287:1                   | Stensättning                |              | Byarum, Småland     |       | 57.587384, 14.094245 | 10057702870001 | Ladda upp en bild av detta fornminne      |
| Byarum 287:2                   | Stenkrets                   |              | Byarum, Småland     |       | 57.587251, 14.094135 | 10057702870002 | Ladda upp en bild av detta fornminne      |
| Byarum 289:1                   | Stensättning                |              | Byarum, Småland     |       | 57.567180, 14.160268 | 10057702890001 | Ladda upp en bild av detta fornminne      |
| Byarum 296:1                   | Stenkrets                   |              | Byarum, Småland     |       | 57.548558, 14.074206 | 10057702960001 | Ladda upp en bild av detta fornminne      |
| Byarum 301:1                   | Gravfält                    |              | Byarum, Småland     |       | 57.616459, 14.068894 | 10057703010001 | Ladda upp en bild av detta fornminne      |
| Byarum 302:1                   | Stenkrets                   |              | Byarum, Småland     |       | 57.620313, 14.068150 | 10057703020001 | Ladda upp en bild av detta fornminne      |
| Byarum 302:2                   | Stenkrets                   |              | Byarum, Småland     |       | 57.620393, 14.068147 | 10057703020002 | Ladda upp en bild av detta fornminne      |
| Byarum 304:1                   | Stensättning                |              | Byarum, Småland     |       | 57.622903, 14.068961 | 10057703040001 | Ladda upp en bild av detta fornminne      |
| Byarum 304:2                   | Stenkrets                   |              | Byarum, Småland     |       | 57.622896, 14.069259 | 10057703040002 | Ladda upp en bild av detta fornminne      |
| Byarum 304:3                   | Stenkrets                   |              | Byarum, Småland     |       | 57.622871, 14.068283 | 10057703040003 | Ladda upp en bild av detta fornminne      |
| Byarum 305:1                   | Stensättning                |              | Byarum, Småland     |       | 57.622762, 14.071941 | 10057703050001 | Ladda upp en bild av detta fornminne      |
| Byarum 307:1                   | Stensättning                |              | Byarum, Småland     |       | 57.621873, 14.061673 | 10057703070001 | Ladda upp en bild av detta fornminne      |
| Byarum 309:1                   | Röse                        |              | Byarum, Småland     |       | 57.606205, 14.072517 | 10057703090001 | Ladda upp en bild av detta fornminne      |
| Byarum 310:1                   | Röse                        |              | Byarum, Småland     |       | 57.606832, 14.072530 | 10057703100001 | Ladda upp en bild av detta fornminne      |
| Byarum 310:2                   | Röse                        |              | Byarum, Småland     |       | 57.606695, 14.072536 | 10057703100002 | Ladda upp en bild av detta fornminne      |
| Byarum 311:1                   | Stensättning                |              | Byarum, Småland     |       | 57.623660, 14.071321 | 10057703110001 | Ladda upp en bild av detta fornminne      |
| Byarum 312:1                   | Röse                        |              | Byarum, Småland     |       | 57.623329, 14.067321 | 10057703120001 | Ladda upp en bild av detta fornminne      |
| Byarum 314:1                   | Stensättning                |              | Byarum, Småland     |       | 57.625112, 14.061011 | 10057703140001 | Ladda upp en bild av detta fornminne      |
| Byarum 314:2                   | Stensättning                |              | Byarum, Småland     |       | 57.625268, 14.060967 | 10057703140002 | Ladda upp en bild av detta fornminne      |
| Byarum 315:1                   | Röse                        |              | Byarum, Småland     |       | 57.625515, 14.060332 | 10057703150001 | Ladda upp en bild av detta fornminne      |
| Byarum 316:1                   | Stenkrets                   |              | Byarum, Småland     |       | 57.627511, 14.058257 | 10057703160001 | Ladda upp en bild av detta fornminne      |
| Byarum 316:2                   | Stenkrets                   |              | Byarum, Småland     |       | 57.627586, 14.058479 | 10057703160002 | Ladda upp en bild av detta fornminne      |
| Byarum 317:1                   | Röse                        |              | Byarum, Småland     |       | 57.628004, 14.059773 | 10057703170001 | Ladda upp en bild av detta fornminne      |
| Byarum 318:1                   | Stensättning                |              | Byarum, Småland     |       | 57.591172, 14.081868 | 10057703180001 | Ladda upp en bild av detta fornminne      |
| Byarum 319:1                   | Stensättning                |              | Byarum, Småland     |       | 57.589174, 14.081750 | 10057703190001 | Ladda upp en bild av detta fornminne      |
| Byarum 320:1                   | Stensättning                |              | Byarum, Småland     |       | 57.591298, 14.086848 | 10057703200001 | Ladda upp en bild av detta fornminne      |
| Byarum 323:1                   | Gravfält                    |              | Byarum, Småland     |       | 57.591049, 14.080028 | 10057703230001 | Ladda upp en bild av detta fornminne      |
| Byarum 324:1                   | Gravfält                    |              | Byarum, Småland     |       | 57.613726, 14.053139 | 10057703240001 | Ladda upp en bild av detta fornminne      |
| Byarum 329:1                   | Gravfält                    |              | Byarum, Småland     |       | 57.484449, 14.015580 | 10057703290001 | Ladda upp en bild av detta fornminne      |
| Byarum 424:1                   | Stenkrets                   |              | Byarum, Småland     |       | 57.538237, 14.153384 | 10057704240001 | Ladda upp en bild av detta fornminne      |
| Byarum 430:1                   | Gravfält                    |              | Byarum, Småland     |       | 57.504356, 14.182057 | 10057704300001 | Ladda upp en bild av detta fornminne      |
| Byarum 434:1                   | Grav markerad av sten/block |              | Byarum, Småland     |       | 57.558623, 14.217806 | 10057704340001 | Ladda upp en bild av detta fornminne      |
| Byarum 434:2                   | Grav markerad av sten/block |              | Byarum, Småland     |       | 57.558537, 14.217778 | 10057704340002 | Ladda upp en bild av detta fornminne      |
| Byarum 434:3                   | Grav markerad av sten/block |              | Byarum, Småland     |       | 57.558502, 14.217653 | 10057704340003 | Ladda upp en bild av detta fornminne      |
| Byarum 444:1                   | Stensättning                |              | Byarum, Småland     |       | 57.481467, 14.189471 | 10057704440001 | Ladda upp en bild av detta fornminne      |
| Byarum 444:2                   | Stensättning                |              | Byarum, Småland     |       | 57.481606, 14.189486 | 10057704440002 | Ladda upp en bild av detta fornminne      |
| Byarum 447:1                   | Stenkammargrav              |              | Byarum, Småland     |       | 57.483843, 14.160309 | 10057704470001 | Ladda upp en bild av detta fornminne      |
| Byarum 456:1                   | Röse                        |              | Byarum, Småland     |       | 57.637481, 14.200579 | 10057704560001 | Ladda upp en bild av detta fornminne      |
| Byarum 463:1                   | Stensättning                |              | Byarum, Småland     |       | 57.610480, 14.177592 | 10057704630001 | Ladda upp en bild av detta fornminne      |
| Byarum 464:1                   | Stenkrets                   |              | Byarum, Småland     |       | 57.613138, 14.178958 | 10057704640001 | Ladda upp en bild av detta fornminne      |
| Byarum 476:1                   | Stensättning                |              | Byarum, Småland     |       | 57.602281, 14.187685 | 10057704760001 | Ladda upp en bild av detta fornminne      |
| Byarum 476:2                   | Stensättning                |              | Byarum, Småland     |       | 57.602327, 14.187418 | 10057704760002 | Ladda upp en bild av detta fornminne      |
| Byarum 484:1                   | Grav markerad av sten/block |              | Byarum, Småland     |       | 57.504492, 14.180700 | 10057704840001 | Ladda upp en bild av detta fornminne      |
| Byarum 484:2                   | Grav markerad av sten/block |              | Byarum, Småland     |       | 57.504447, 14.180500 | 10057704840002 | Ladda upp en bild av detta fornminne      |
| Götbäcksliderna (Byarum 492:1) | Stenkrets                   |              | Byarum, Småland     |       | 57.570342, 14.051303 | 10057704920001 | Ladda upp en bild av detta fornminne      |
| Götbäcksliderna (Byarum 492:2) | Stenkrets                   |              | Byarum, Småland     |       | 57.570389, 14.051471 | 10057704920002 | Ladda upp en bild av detta fornminne      |
| Götbäcksliderna (Byarum 492:3) | Stensättning                |              | Byarum, Småland     |       | 57.570413, 14.051598 | 10057704920003 | Ladda upp en bild av detta fornminne      |

## Hagshult
| Namn                    | Lämningstyp                 | Tillkomsttid | Historisk indelning | Plats | Läge                 | ID-nr          | Bild                                 |
| ----------------------- | --------------------------- | ------------ | ------------------- | ----- | -------------------- | -------------- | ------------------------------------ |
| Hagshult 1:1            | Grav markerad av sten/block |              | Hagshult, Småland   |       | 57.316542, 14.199302 | 10059800010001 | Ladda upp en bild av detta fornminne |
| Hagshult 3:1            | Gravfält                    |              | Hagshult, Småland   |       | 57.329219, 14.229041 | 10059800030001 | Ladda upp en bild av detta fornminne |
| Hagshult 4:1            | Gravfält                    |              | Hagshult, Småland   |       | 57.331181, 14.230364 | 10059800040001 | Ladda upp en bild av detta fornminne |
| Hagshult 5:1            | Röse                        |              | Hagshult, Småland   |       | 57.330965, 14.181425 | 10059800050001 | Ladda upp en bild av detta fornminne |
| Hagshult 5:2            | Stensättning                |              | Hagshult, Småland   |       | 57.330834, 14.181321 | 10059800050002 | Ladda upp en bild av detta fornminne |
| Hagshult 7:1            | Röse                        |              | Hagshult, Småland   |       | 57.330225, 14.181975 | 10059800070001 | Ladda upp en bild av detta fornminne |
| Hagshult 8:1            | Gravfält                    |              | Hagshult, Småland   |       | 57.332041, 14.132406 | 10059800080001 | Ladda upp en bild av detta fornminne |
| Hagshult 9:1            | Stenkrets                   |              | Hagshult, Småland   |       | 57.356417, 14.118721 | 10059800090001 | Ladda upp en bild av detta fornminne |
| Hagshult 10:1           | Stensättning                |              | Hagshult, Småland   |       | 57.358680, 14.141173 | 10059800100001 | Ladda upp en bild av detta fornminne |
| Hagshult 11:1           | Röse                        |              | Hagshult, Småland   |       | 57.360753, 14.145549 | 10059800110001 | Ladda upp en bild av detta fornminne |
| Hagshult 12:1           | Stenkrets                   |              | Hagshult, Småland   |       | 57.361462, 14.157155 | 10059800120001 | Ladda upp en bild av detta fornminne |
| Hagshult 12:2           | Stenkrets                   |              | Hagshult, Småland   |       | 57.361406, 14.157518 | 10059800120002 | Ladda upp en bild av detta fornminne |
| Hagshult 14:1           | Stensättning                |              | Hagshult, Småland   |       | 57.365643, 14.177928 | 10059800140001 | Ladda upp en bild av detta fornminne |
| Hagshult 16:1           | Stenkammargrav              |              | Hagshult, Småland   |       | 57.335586, 14.148098 | 10059800160001 | Ladda upp en bild av detta fornminne |
| Hagshult 20:1           | Röse                        |              | Hagshult, Småland   |       | 57.365656, 14.306205 | 10059800200001 | Ladda upp en bild av detta fornminne |
| Oxesten (Hagshult 21:1) | Röse                        |              | Hagshult, Småland   |       | 57.362358, 14.279526 | 10059800210001 | Ladda upp en bild av detta fornminne |
| Hagshult 31:1           | Stensättning                |              | Hagshult, Småland   |       | 57.328565, 14.253525 | 10059800310001 | Ladda upp en bild av detta fornminne |

## Malmbäck
| Namn           | Lämningstyp | Tillkomsttid | Historisk indelning | Plats | Läge                 | ID-nr          | Bild                                 |
| -------------- | ----------- | ------------ | ------------------- | ----- | -------------------- | -------------- | ------------------------------------ |
| Malmbäck 256:1 | Röse        |              | Malmbäck, Småland   |       | 57.516711, 14.353556 | 10062902560001 | Ladda upp en bild av detta fornminne |

## Svenarum
| Namn           | Lämningstyp                 | Tillkomsttid | Historisk indelning | Plats | Läge                 | ID-nr          | Bild                                 |
| -------------- | --------------------------- | ------------ | ------------------- | ----- | -------------------- | -------------- | ------------------------------------ |
| Svenarum 2:1   | Röse                        |              | Svenarum, Småland   |       | 57.512075, 14.420856 | 10066300020001 | Ladda upp en bild av detta fornminne |
| Svenarum 3:1   | Gravfält                    |              | Svenarum, Småland   |       | 57.513357, 14.391073 | 10066300030001 | Ladda upp en bild av detta fornminne |
| Svenarum 4:1   | Röse                        |              | Svenarum, Småland   |       | 57.500001, 14.392230 | 10066300040001 | Ladda upp en bild av detta fornminne |
| Svenarum 6:1   | Stenkrets                   |              | Svenarum, Småland   |       | 57.498481, 14.400390 | 10066300060001 | Ladda upp en bild av detta fornminne |
| Svenarum 8:1   | Röse                        |              | Svenarum, Småland   |       | 57.501836, 14.352752 | 10066300080001 | Ladda upp en bild av detta fornminne |
| Svenarum 11:1  | Röse                        |              | Svenarum, Småland   |       | 57.493027, 14.319877 | 10066300110001 | Ladda upp en bild av detta fornminne |
| Svenarum 12:1  | Stensättning                |              | Svenarum, Småland   |       | 57.492963, 14.318743 | 10066300120001 | Ladda upp en bild av detta fornminne |
| Svenarum 12:2  | Stensättning                |              | Svenarum, Småland   |       | 57.493205, 14.318880 | 10066300120002 | Ladda upp en bild av detta fornminne |
| Svenarum 14:1  | Gravfält                    |              | Svenarum, Småland   |       | 57.559479, 14.262884 | 10066300140001 | Ladda upp en bild av detta fornminne |
| Svenarum 15:1  | Gravfält                    |              | Svenarum, Småland   |       | 57.547579, 14.248575 | 10066300150001 | Ladda upp en bild av detta fornminne |
| Svenarum 16:1  | Gravfält                    |              | Svenarum, Småland   |       | 57.550873, 14.244914 | 10066300160001 | Ladda upp en bild av detta fornminne |
| Svenarum 17:1  | Gravfält                    |              | Svenarum, Småland   |       | 57.529352, 14.290223 | 10066300170001 | Ladda upp en bild av detta fornminne |
| Svenarum 18:1  | Stensättning                |              | Svenarum, Småland   |       | 57.525364, 14.287924 | 10066300180001 | Ladda upp en bild av detta fornminne |
| Svenarum 19:1  | Runristning                 |              | Svenarum, Småland   |       | 57.514864, 14.277537 | 10066300190001 | Ladda upp en bild av detta fornminne |
| Svenarum 20:1  | Gravfält                    |              | Svenarum, Småland   |       | 57.522720, 14.276148 | 10066300200001 | Ladda upp en bild av detta fornminne |
| Svenarum 21:1  | Stensättning                |              | Svenarum, Småland   |       | 57.491698, 14.232867 | 10066300210001 | Ladda upp en bild av detta fornminne |
| Svenarum 23:1  | Röse                        |              | Svenarum, Småland   |       | 57.465971, 14.233851 | 10066300230001 | Ladda upp en bild av detta fornminne |
| Svenarum 23:2  | Stenkrets                   |              | Svenarum, Småland   |       | 57.465969, 14.234054 | 10066300230002 | Ladda upp en bild av detta fornminne |
| Svenarum 24:1  | Gravfält                    |              | Svenarum, Småland   |       | 57.471174, 14.254077 | 10066300240001 | Ladda upp en bild av detta fornminne |
| Svenarum 25:1  | Gravfält                    |              | Svenarum, Småland   |       | 57.476881, 14.280542 | 10066300250001 | Ladda upp en bild av detta fornminne |
| Svenarum 27:1  | Grav markerad av sten/block |              | Svenarum, Småland   |       | 57.488853, 14.297502 | 10066300270001 | Ladda upp en bild av detta fornminne |
| Svenarum 28:2  | Grav markerad av sten/block |              | Svenarum, Småland   |       | 57.489495, 14.297067 | 10066300280002 | Ladda upp en bild av detta fornminne |
| Svenarum 30:1  | Gravfält                    |              | Svenarum, Småland   |       | 57.486358, 14.299931 | 10066300300001 | Ladda upp en bild av detta fornminne |
| Svenarum 31:1  | Stenkrets                   |              | Svenarum, Småland   |       | 57.487095, 14.298591 | 10066300310001 | Ladda upp en bild av detta fornminne |
| Svenarum 32:1  | Röse                        |              | Svenarum, Småland   |       | 57.471984, 14.291216 | 10066300320001 | Ladda upp en bild av detta fornminne |
| Svenarum 32:2  | Röse                        |              | Svenarum, Småland   |       | 57.472194, 14.290753 | 10066300320002 | Ladda upp en bild av detta fornminne |
| Svenarum 33:1  | Röse                        |              | Svenarum, Småland   |       | 57.471206, 14.291061 | 10066300330001 | Ladda upp en bild av detta fornminne |
| Svenarum 34:1  | Röse                        |              | Svenarum, Småland   |       | 57.469804, 14.295282 | 10066300340001 | Ladda upp en bild av detta fornminne |
| Svenarum 34:2  | Stensättning                |              | Svenarum, Småland   |       | 57.469479, 14.295436 | 10066300340002 | Ladda upp en bild av detta fornminne |
| Svenarum 35:1  | Röse                        |              | Svenarum, Småland   |       | 57.474634, 14.292361 | 10066300350001 | Ladda upp en bild av detta fornminne |
| Svenarum 36:1  | Röse                        |              | Svenarum, Småland   |       | 57.470344, 14.288411 | 10066300360001 | Ladda upp en bild av detta fornminne |
| Svenarum 39:1  | Gravfält                    |              | Svenarum, Småland   |       | 57.374833, 14.281864 | 10066300390001 | Ladda upp en bild av detta fornminne |
| Svenarum 42:1  | Grav markerad av sten/block |              | Svenarum, Småland   |       | 57.385009, 14.308201 | 10066300420001 | Ladda upp en bild av detta fornminne |
| Svenarum 42:3  | Grav markerad av sten/block |              | Svenarum, Småland   |       | 57.384929, 14.307769 | 10066300420003 | Ladda upp en bild av detta fornminne |
| Svenarum 42:5  | Grav markerad av sten/block |              | Svenarum, Småland   |       | 57.384939, 14.308027 | 10066300420005 | Ladda upp en bild av detta fornminne |
| Svenarum 43:1  | Stensättning                |              | Svenarum, Småland   |       | 57.462046, 14.318226 | 10066300430001 | Ladda upp en bild av detta fornminne |
| Svenarum 44:1  | Röse                        |              | Svenarum, Småland   |       | 57.470772, 14.292736 | 10066300440001 | Ladda upp en bild av detta fornminne |
| Svenarum 45:1  | Stenkrets                   |              | Svenarum, Småland   |       | 57.380665, 14.303053 | 10066300450001 | Ladda upp en bild av detta fornminne |
| Svenarum 47:1  | Hög                         |              | Svenarum, Småland   |       | 57.466322, 14.316233 | 10066300470001 | Ladda upp en bild av detta fornminne |
| Svenarum 48:1  | Röse                        |              | Svenarum, Småland   |       | 57.442694, 14.307942 | 10066300480001 | Ladda upp en bild av detta fornminne |
| Svenarum 63:1  | Röse                        |              | Svenarum, Småland   |       | 57.497638, 14.399652 | 10066300630001 | Ladda upp en bild av detta fornminne |
| Svenarum 102:1 | Stenkrets                   |              | Svenarum, Småland   |       | 57.400821, 14.306159 | 10066301020001 | Ladda upp en bild av detta fornminne |
| Svenarum 106:1 | Stenkammargrav              |              | Svenarum, Småland   |       | 57.442921, 14.305679 | 10066301060001 | Ladda upp en bild av detta fornminne |
| Svenarum 109:1 | Röse                        |              | Svenarum, Småland   |       | 57.441621, 14.288863 | 10066301090001 | Ladda upp en bild av detta fornminne |
| Svenarum 111:1 | Stensättning                |              | Svenarum, Småland   |       | 57.444904, 14.311231 | 10066301110001 | Ladda upp en bild av detta fornminne |
| Svenarum 113:1 | Stenkammargrav              |              | Svenarum, Småland   |       | 57.424662, 14.320403 | 10066301130001 | Ladda upp en bild av detta fornminne |
| Svenarum 114:1 | Stenkrets                   |              | Svenarum, Småland   |       | 57.424808, 14.319062 | 10066301140001 | Ladda upp en bild av detta fornminne |
| Svenarum 116:1 | Stenkrets                   |              | Svenarum, Småland   |       | 57.440611, 14.315128 | 10066301160001 | Ladda upp en bild av detta fornminne |
| Svenarum 116:2 | Stenkammargrav              |              | Svenarum, Småland   |       | 57.440551, 14.314969 | 10066301160002 | Ladda upp en bild av detta fornminne |
| Svenarum 119:1 | Stenkrets                   |              | Svenarum, Småland   |       | 57.422626, 14.316560 | 10066301190001 | Ladda upp en bild av detta fornminne |
| Svenarum 120:1 | Gravfält                    |              | Svenarum, Småland   |       | 57.421884, 14.320272 | 10066301200001 | Ladda upp en bild av detta fornminne |
| Svenarum 121:1 | Stensättning                |              | Svenarum, Småland   |       | 57.409905, 14.346522 | 10066301210001 | Ladda upp en bild av detta fornminne |
| Svenarum 122:1 | Gravfält                    |              | Svenarum, Småland   |       | 57.406289, 14.343315 | 10066301220001 | Ladda upp en bild av detta fornminne |
| Svenarum 124:1 | Gravfält                    |              | Svenarum, Småland   |       | 57.412797, 14.312549 | 10066301240001 | Ladda upp en bild av detta fornminne |
| Svenarum 125:1 | Röse                        |              | Svenarum, Småland   |       | 57.414644, 14.310447 | 10066301250001 | Ladda upp en bild av detta fornminne |
| Svenarum 127:1 | Gravfält                    |              | Svenarum, Småland   |       | 57.465926, 14.349567 | 10066301270001 | Ladda upp en bild av detta fornminne |
| Svenarum 128:1 | Stenkrets                   |              | Svenarum, Småland   |       | 57.467575, 14.347080 | 10066301280001 | Ladda upp en bild av detta fornminne |
| Svenarum 128:2 | Stenkrets                   |              | Svenarum, Småland   |       | 57.467512, 14.346975 | 10066301280002 | Ladda upp en bild av detta fornminne |
| Svenarum 129:1 | Stenkrets                   |              | Svenarum, Småland   |       | 57.451865, 14.316884 | 10066301290001 | Ladda upp en bild av detta fornminne |
| Svenarum 130:1 | Stensättning                |              | Svenarum, Småland   |       | 57.460176, 14.312591 | 10066301300001 | Ladda upp en bild av detta fornminne |
| Svenarum 131:1 | Stenkrets                   |              | Svenarum, Småland   |       | 57.399113, 14.309326 | 10066301310001 | Ladda upp en bild av detta fornminne |
| Svenarum 131:2 | Stenkrets                   |              | Svenarum, Småland   |       | 57.399221, 14.309266 | 10066301310002 | Ladda upp en bild av detta fornminne |
| Svenarum 131:3 | Grav markerad av sten/block |              | Svenarum, Småland   |       | 57.399109, 14.309173 | 10066301310003 | Ladda upp en bild av detta fornminne |
| Svenarum 133:1 | Röse                        |              | Svenarum, Småland   |       | 57.462523, 14.320379 | 10066301330001 | Ladda upp en bild av detta fornminne |
| Svenarum 134:1 | Röse                        |              | Svenarum, Småland   |       | 57.467008, 14.323186 | 10066301340001 | Ladda upp en bild av detta fornminne |
| Svenarum 135:1 | Grav markerad av sten/block |              | Svenarum, Småland   |       | 57.471092, 14.306580 | 10066301350001 | Ladda upp en bild av detta fornminne |
| Svenarum 136:1 | Gravfält                    |              | Svenarum, Småland   |       | 57.487675, 14.316874 | 10066301360001 | Ladda upp en bild av detta fornminne |
| Svenarum 137:1 | Gravfält                    |              | Svenarum, Småland   |       | 57.488553, 14.318460 | 10066301370001 | Ladda upp en bild av detta fornminne |
| Svenarum 138:1 | Gravfält                    |              | Svenarum, Småland   |       | 57.490843, 14.314041 | 10066301380001 | Ladda upp en bild av detta fornminne |
| Svenarum 139:1 | Gravfält                    |              | Svenarum, Småland   |       | 57.490784, 14.323548 | 10066301390001 | Ladda upp en bild av detta fornminne |
| Svenarum 140:1 | Gravfält                    |              | Svenarum, Småland   |       | 57.490282, 14.317315 | 10066301400001 | Ladda upp en bild av detta fornminne |
| Svenarum 141:1 | Röse                        |              | Svenarum, Småland   |       | 57.479616, 14.320327 | 10066301410001 | Ladda upp en bild av detta fornminne |
| Svenarum 141:2 | Grav markerad av sten/block |              | Svenarum, Småland   |       | 57.479275, 14.320425 | 10066301410002 | Ladda upp en bild av detta fornminne |
| Svenarum 142:1 | Röse                        |              | Svenarum, Småland   |       | 57.478957, 14.320565 | 10066301420001 | Ladda upp en bild av detta fornminne |
| Svenarum 144:1 | Stensättning                |              | Svenarum, Småland   |       | 57.484255, 14.323528 | 10066301440001 | Ladda upp en bild av detta fornminne |
| Svenarum 145:1 | Röse                        |              | Svenarum, Småland   |       | 57.472702, 14.339528 | 10066301450001 | Ladda upp en bild av detta fornminne |
| Svenarum 146:1 | Röse                        |              | Svenarum, Småland   |       | 57.473700, 14.341401 | 10066301460001 | Ladda upp en bild av detta fornminne |
| Svenarum 147:1 | Röse                        |              | Svenarum, Småland   |       | 57.475519, 14.340931 | 10066301470001 | Ladda upp en bild av detta fornminne |
| Svenarum 148:1 | Röse                        |              | Svenarum, Småland   |       | 57.488579, 14.387106 | 10066301480001 | Ladda upp en bild av detta fornminne |
| Svenarum 149:1 | Stensättning                |              | Svenarum, Småland   |       | 57.468205, 14.294693 | 10066301490001 | Ladda upp en bild av detta fornminne |
| Svenarum 197:1 | Gravfält                    |              | Svenarum, Småland   |       | 57.489212, 14.297362 | 10066301970001 | Ladda upp en bild av detta fornminne |
| Svenarum 290:1 | Stenkammargrav              |              | Svenarum, Småland   |       | 57.527234, 14.288437 | 10066302900001 | Ladda upp en bild av detta fornminne |

## Tofteryd
| Namn                                    | Lämningstyp                 | Tillkomsttid | Historisk indelning | Plats | Läge                 | ID-nr          | Bild                                      |
| --------------------------------------- | --------------------------- | ------------ | ------------------- | ----- | -------------------- | -------------- | ----------------------------------------- |
| Prinsaröret, Stora röret (Tofteryd 2:1) | Röse                        |              | Tofteryd, Småland   |       | 57.416722, 14.198948 | 10066900020001 | Ladda upp en bild av detta fornminne      |
| Tofteryd 3:1                            | Stensättning                |              | Tofteryd, Småland   |       | 57.414385, 14.192879 | 10066900030001 | Ladda upp en bild av detta fornminne      |
| Drakarör (Tofteryd 4:1)                 | Röse                        |              | Tofteryd, Småland   |       | 57.422705, 14.179594 | 10066900040001 | Ladda upp en bild av detta fornminne      |
| Tofteryd 5:1                            | Röse                        |              | Tofteryd, Småland   |       | 57.409580, 14.190082 | 10066900050001 | Ladda upp en bild av detta fornminne      |
| Ormkullen (Tofteryd 6:1)                | Röse                        |              | Tofteryd, Småland   |       | 57.406456, 14.185837 | 10066900060001 | Ladda upp en bild av detta fornminne      |
| Ormkullen (Tofteryd 6:2)                | Röse                        |              | Tofteryd, Småland   |       | 57.406246, 14.185805 | 10066900060002 | Ladda upp en bild av detta fornminne      |
| Tofteryd 8:1                            | Stensättning                |              | Tofteryd, Småland   |       | 57.405081, 14.185826 | 10066900080001 | Ladda upp en bild av detta fornminne      |
| Tofteryd 9:1                            | Gravfält                    |              | Tofteryd, Småland   |       | 57.425943, 14.203493 | 10066900090001 | Ladda upp en bild av detta fornminne      |
| Tofteryd 15:1                           | Grav markerad av sten/block |              | Tofteryd, Småland   |       | 57.423616, 14.191695 | 10066900150001 | Ladda upp en bild av detta fornminne      |
| Tofteryd 16:1                           | Röse                        |              | Tofteryd, Småland   |       | 57.423233, 14.187411 | 10066900160001 | Ladda upp en bild av detta fornminne      |
| Tofteryd 18:1                           | Röse                        |              | Tofteryd, Småland   |       | 57.411957, 14.151939 | 10066900180001 | Ladda upp en bild av detta fornminne      |
| Tofteryd 19:1                           | Gravfält                    |              | Tofteryd, Småland   |       | 57.442607, 14.150581 | 10066900190001 | Ladda upp en bild av detta fornminne      |
| Tofteryd 21:1                           | Röse                        |              | Tofteryd, Småland   |       | 57.439593, 14.165841 | 10066900210001 | Ladda upp en bild av detta fornminne      |
| Tofteryd 24:1                           | Röse                        |              | Tofteryd, Småland   |       | 57.406247, 14.146887 | 10066900240001 | Ladda upp en bild av detta fornminne      |
| Tofteryd 24:2                           | Stensättning                |              | Tofteryd, Småland   |       | 57.406501, 14.146648 | 10066900240002 | Ladda upp en bild av detta fornminne      |
| Tofteryd 25:1                           | Röse                        |              | Tofteryd, Småland   |       | 57.417899, 14.157604 | 10066900250001 | Ladda upp en bild av detta fornminne      |
| Tofteryd 34:1                           | Grav markerad av sten/block |              | Tofteryd, Småland   |       | 57.394150, 14.214535 | 10066900340001 | Ladda upp en bild av detta fornminne      |
| Tofteryd 34:2                           | Grav markerad av sten/block |              | Tofteryd, Småland   |       | 57.394157, 14.214546 | 10066900340002 | Ladda upp en bild av detta fornminne      |
| Tofteryd 35:1                           | Stensättning                |              | Tofteryd, Småland   |       | 57.459546, 14.179636 | 10066900350001 | Ladda upp en bild av detta fornminne      |
| Tofteryd 36:1                           | Gravfält                    |              | Tofteryd, Småland   |       | 57.446240, 14.143203 | 10066900360001 | Ladda upp en bild av detta fornminne      |
| Tofteryd 39:1                           | Stensättning                |              | Tofteryd, Småland   |       | 57.462993, 14.188945 | 10066900390001 | Ladda upp en bild av detta fornminne      |
| Tofteryd 43:1                           | Gravfält                    |              | Tofteryd, Småland   |       | 57.430044, 14.143039 | 10066900430001 | Ladda upp en till bild av detta fornminne |
| Tofteryd 48:1                           | Hög                         |              | Tofteryd, Småland   |       | 57.405105, 14.183435 | 10066900480001 | Ladda upp en bild av detta fornminne      |
| Tofteryd 48:2                           | Stensättning                |              | Tofteryd, Småland   |       | 57.404872, 14.183294 | 10066900480002 | Ladda upp en bild av detta fornminne      |
| Tofteryd 49:1                           | Stensättning                |              | Tofteryd, Småland   |       | 57.429776, 14.140366 | 10066900490001 | Ladda upp en bild av detta fornminne      |
| Tofteryd 49:2                           | Stenkrets                   |              | Tofteryd, Småland   |       | 57.429640, 14.140299 | 10066900490002 | Ladda upp en bild av detta fornminne      |
| Tofteryd 51:1                           | Gravfält                    |              | Tofteryd, Småland   |       | 57.416471, 14.130744 | 10066900510001 | Ladda upp en bild av detta fornminne      |
| Tofteryd 52:1                           | Stensättning                |              | Tofteryd, Småland   |       | 57.415812, 14.133727 | 10066900520001 | Ladda upp en bild av detta fornminne      |
| Tofteryd 52:2                           | Röse                        |              | Tofteryd, Småland   |       | 57.416119, 14.134308 | 10066900520002 | Ladda upp en bild av detta fornminne      |
| Tofteryd 53:1                           | Röse                        |              | Tofteryd, Småland   |       | 57.414122, 14.136220 | 10066900530001 | Ladda upp en bild av detta fornminne      |
| Tofteryd 54:1                           | Röse                        |              | Tofteryd, Småland   |       | 57.412372, 14.137240 | 10066900540001 | Ladda upp en bild av detta fornminne      |
| Tofteryd 56:1                           | Gravfält                    |              | Tofteryd, Småland   |       | 57.406671, 14.135654 | 10066900560001 | Ladda upp en bild av detta fornminne      |
| Tofteryd 60:1                           | Gravfält                    |              | Tofteryd, Småland   |       | 57.384212, 14.105742 | 10066900600001 | Ladda upp en till bild av detta fornminne |
| Tofteryd 61:1                           | Gravfält                    |              | Tofteryd, Småland   |       | 57.460589, 14.112996 | 10066900610001 | Ladda upp en bild av detta fornminne      |
| Tofteryd 62:1                           | Gravfält                    |              | Tofteryd, Småland   |       | 57.460252, 14.119472 | 10066900620001 | Ladda upp en bild av detta fornminne      |
| Tofteryd 65:1                           | Stensättning                |              | Tofteryd, Småland   |       | 57.432419, 14.077448 | 10066900650001 | Ladda upp en bild av detta fornminne      |
| Tofteryd 65:2                           | Stensättning                |              | Tofteryd, Småland   |       | 57.432449, 14.077259 | 10066900650002 | Ladda upp en bild av detta fornminne      |
| Tofteryd 65:3                           | Grav markerad av sten/block |              | Tofteryd, Småland   |       | 57.432355, 14.077399 | 10066900650003 | Ladda upp en bild av detta fornminne      |
| Tofteryd 66:1                           | Gravfält                    |              | Tofteryd, Småland   |       | 57.437520, 14.065197 | 10066900660001 | Ladda upp en bild av detta fornminne      |
| Tofteryd 67:1                           | Grav markerad av sten/block |              | Tofteryd, Småland   |       | 57.434414, 14.080355 | 10066900670001 | Ladda upp en bild av detta fornminne      |
| Tofteryd 72:1                           | Stensättning                |              | Tofteryd, Småland   |       | 57.451233, 14.081780 | 10066900720001 | Ladda upp en bild av detta fornminne      |
| Tofteryd 73:1                           | Gravfält                    |              | Tofteryd, Småland   |       | 57.456537, 14.075838 | 10066900730001 | Ladda upp en bild av detta fornminne      |
| Tofteryd 77:1                           | Gravfält                    |              | Tofteryd, Småland   |       | 57.461534, 14.072563 | 10066900770001 | Ladda upp en bild av detta fornminne      |
| Tofteryd 79:1                           | Hög                         |              | Tofteryd, Småland   |       | 57.459364, 14.057600 | 10066900790001 | Ladda upp en bild av detta fornminne      |
| Tofteryd 80:1                           | Gravfält                    |              | Tofteryd, Småland   |       | 57.456621, 14.045237 | 10066900800001 | Ladda upp en bild av detta fornminne      |
| Tofteryd 81:1                           | Gravfält                    |              | Tofteryd, Småland   |       | 57.452801, 14.045134 | 10066900810001 | Ladda upp en bild av detta fornminne      |
| Tofteryd 82:1                           | Röse                        |              | Tofteryd, Småland   |       | 57.455490, 14.056856 | 10066900820001 | Ladda upp en bild av detta fornminne      |
| Tofteryd 82:2                           | Stensättning                |              | Tofteryd, Småland   |       | 57.455384, 14.056721 | 10066900820002 | Ladda upp en bild av detta fornminne      |
| Tofteryd 82:3                           | Grav markerad av sten/block |              | Tofteryd, Småland   |       | 57.455322, 14.056480 | 10066900820003 | Ladda upp en bild av detta fornminne      |
| Tofteryd 83:1                           | Gravfält                    |              | Tofteryd, Småland   |       | 57.458815, 14.049980 | 10066900830001 | Ladda upp en bild av detta fornminne      |
| Tofteryd 84:1                           | Stensättning                |              | Tofteryd, Småland   |       | 57.458426, 14.045067 | 10066900840001 | Ladda upp en bild av detta fornminne      |
| Tofteryd 85:1                           | Stensättning                |              | Tofteryd, Småland   |       | 57.461835, 14.043326 | 10066900850001 | Ladda upp en bild av detta fornminne      |
| Tofteryd 90:1                           | Stensättning                |              | Tofteryd, Småland   |       | 57.469035, 14.043391 | 10066900900001 | Ladda upp en bild av detta fornminne      |
| Tofteryd 95:1                           | Gravfält                    |              | Tofteryd, Småland   |       | 57.387246, 14.096390 | 10066900950001 | Ladda upp en bild av detta fornminne      |
| Tofteryd 96:1                           | Gravfält                    |              | Tofteryd, Småland   |       | 57.374393, 14.099358 | 10066900960001 | Ladda upp en bild av detta fornminne      |
| Makarör (Drakarör) (Tofteryd 101:1)     | Stenkammargrav              |              | Tofteryd, Småland   |       | 57.386168, 14.073581 | 10066901010001 | Ladda upp en bild av detta fornminne      |
| Makarör (Drakarör) (Tofteryd 101:2)     | Stenkammargrav              |              | Tofteryd, Småland   |       | 57.386073, 14.073484 | 10066901010002 | Ladda upp en bild av detta fornminne      |
| Tofteryd 102:1                          | Stenkammargrav              |              | Tofteryd, Småland   |       | 57.385527, 14.073426 | 10066901020001 | Ladda upp en bild av detta fornminne      |
| Tofteryd 104:1                          | Gravfält                    |              | Tofteryd, Småland   |       | 57.470666, 14.121540 | 10066901040001 | Ladda upp en bild av detta fornminne      |
| Tofteryd 107:1                          | Stensättning                |              | Tofteryd, Småland   |       | 57.361089, 14.085425 | 10066901070001 | Ladda upp en bild av detta fornminne      |
| Tofteryd 111:1                          | Stensättning                |              | Tofteryd, Småland   |       | 57.462326, 14.190720 | 10066901110001 | Ladda upp en bild av detta fornminne      |
| Tofteryd 112:1                          | Stensättning                |              | Tofteryd, Småland   |       | 57.461791, 14.191144 | 10066901120001 | Ladda upp en bild av detta fornminne      |
| Tofteryd 118:1                          | Röse                        |              | Tofteryd, Småland   |       | 57.423963, 14.192371 | 10066901180001 | Ladda upp en bild av detta fornminne      |
| Tofteryd 119:1                          | Röse                        |              | Tofteryd, Småland   |       | 57.426497, 14.191880 | 10066901190001 | Ladda upp en bild av detta fornminne      |
| Viedalen (Tofteryd 120:1)               | Gravfält                    |              | Tofteryd, Småland   |       | 57.410194, 14.121308 | 10066901200001 | Ladda upp en till bild av detta fornminne |
| Tofteryd 124:1                          | Stenkrets                   |              | Tofteryd, Småland   |       | 57.387104, 14.086485 | 10066901240001 | Ladda upp en bild av detta fornminne      |
| Tofteryd 177:1                          | Röse                        |              | Tofteryd, Småland   |       | 57.417850, 14.153820 | 10066901770001 | Ladda upp en bild av detta fornminne      |
| Tofteryd 262:1                          | Röse                        |              | Tofteryd, Småland   |       | 57.391324, 14.194624 | 10066902620001 | Ladda upp en bild av detta fornminne      |
| Tofteryd 272:1                          | Gravfält                    |              | Tofteryd, Småland   |       | 57.483879, 14.132272 | 10066902720001 | Ladda upp en bild av detta fornminne      |
| Tofteryd 290                            | Stensättning                |              | Tofteryd, Småland   |       | 57.461858, 14.054081 | 12000000068747 | Ladda upp en bild av detta fornminne      |
| Tofteryd 292                            | Röse                        |              | Tofteryd, Småland   |       | 57.454001, 14.052891 | 12000000068749 | Ladda upp en bild av detta fornminne      |
| Tofteryd 299                            | Grav- och boplatsområde     |              | Tofteryd, Småland   |       | 57.448900, 14.083658 | 12000000110376 | Ladda upp en bild av detta fornminne      |

## Åker
| Namn                    | Lämningstyp                 | Tillkomsttid | Historisk indelning | Plats | Läge                 | ID-nr          | Bild                                      |
| ----------------------- | --------------------------- | ------------ | ------------------- | ----- | -------------------- | -------------- | ----------------------------------------- |
| Åker 2:1                | Stensättning                |              | Åker, Småland       |       | 57.346473, 14.068992 | 10068500020001 | Ladda upp en bild av detta fornminne      |
| Åker 9:1                | Röse                        |              | Åker, Småland       |       | 57.353926, 14.058357 | 10068500090001 | Ladda upp en bild av detta fornminne      |
| Åker 15:1               | Stensättning                |              | Åker, Småland       |       | 57.310820, 14.012842 | 10068500150001 | Ladda upp en bild av detta fornminne      |
| Åker 20:1               | Stenkrets                   |              | Åker, Småland       |       | 57.407793, 13.967612 | 10068500200001 | Ladda upp en bild av detta fornminne      |
| Prinsgraven (Åker 25:1) | Gravfält                    |              | Åker, Småland       |       | 57.422707, 13.963149 | 10068500250001 | Ladda upp en till bild av detta fornminne |
| Åker 26:1               | Grav markerad av sten/block |              | Åker, Småland       |       | 57.422013, 13.945320 | 10068500260001 | Ladda upp en bild av detta fornminne      |
| Åker 27:1               | Gravfält                    |              | Åker, Småland       |       | 57.381820, 13.952341 | 10068500270001 | Ladda upp en bild av detta fornminne      |
| Åker 30:1               | Gravfält                    |              | Åker, Småland       |       | 57.393593, 13.980039 | 10068500300001 | Ladda upp en bild av detta fornminne      |
| Åker 31:1               | Gravfält                    |              | Åker, Småland       |       | 57.392049, 13.978624 | 10068500310001 | Ladda upp en bild av detta fornminne      |
| Åker 33:1               | Gravfält                    |              | Åker, Småland       |       | 57.381996, 13.996025 | 10068500330001 | Ladda upp en bild av detta fornminne      |
| Åker 33:2               | Minnesmärke                 |              | Åker, Småland       |       | 57.382067, 13.995487 | 10068500330002 | Ladda upp en bild av detta fornminne      |
| Åker 39:1               | Röse                        |              | Åker, Småland       |       | 57.370302, 14.039211 | 10068500390001 | Ladda upp en bild av detta fornminne      |
| Ekekullen (Åker 40:1)   | Stensättning                |              | Åker, Småland       |       | 57.389613, 14.025048 | 10068500400001 | Ladda upp en bild av detta fornminne      |
| Åker 44:1               | Stensättning                |              | Åker, Småland       |       | 57.430843, 13.989770 | 10068500440001 | Ladda upp en bild av detta fornminne      |
| Åker 54:1               | Stensättning                |              | Åker, Småland       |       | 57.415898, 13.964271 | 10068500540001 | Ladda upp en bild av detta fornminne      |
| Åker 54:2               | Grav markerad av sten/block |              | Åker, Småland       |       | 57.415986, 13.964243 | 10068500540002 | Ladda upp en bild av detta fornminne      |
| Åker 54:3               | Grav markerad av sten/block |              | Åker, Småland       |       | 57.415737, 13.964215 | 10068500540003 | Ladda upp en bild av detta fornminne      |
| Åker 55:1               | Stensättning                |              | Åker, Småland       |       | 57.422934, 13.959002 | 10068500550001 | Ladda upp en bild av detta fornminne      |
| Åker 55:3               | Grav markerad av sten/block |              | Åker, Småland       |       | 57.422878, 13.959447 | 10068500550003 | Ladda upp en bild av detta fornminne      |
| Åker 58:1               | Stensättning                |              | Åker, Småland       |       | 57.355757, 14.059178 | 10068500580001 | Ladda upp en bild av detta fornminne      |
| Åker 58:2               | Stensättning                |              | Åker, Småland       |       | 57.355655, 14.059203 | 10068500580002 | Ladda upp en bild av detta fornminne      |
| Åker 58:3               | Grav markerad av sten/block |              | Åker, Småland       |       | 57.355596, 14.059101 | 10068500580003 | Ladda upp en bild av detta fornminne      |
| Åker 102:1              | Stensättning                |              | Åker, Småland       |       | 57.408660, 14.097925 | 10068501020001 | Ladda upp en bild av detta fornminne      |
| Åker 106:1              | Gravfält                    |              | Åker, Småland       |       | 57.398613, 14.080295 | 10068501060001 | Ladda upp en bild av detta fornminne      |
| Åker 107:1              | Stensättning                |              | Åker, Småland       |       | 57.400743, 14.072097 | 10068501070001 | Ladda upp en bild av detta fornminne      |
| Åker 108:1              | Stensättning                |              | Åker, Småland       |       | 57.401501, 14.072487 | 10068501080001 | Ladda upp en bild av detta fornminne      |
| Åker 108:2              | Stensättning                |              | Åker, Småland       |       | 57.401614, 14.072453 | 10068501080002 | Ladda upp en bild av detta fornminne      |
| Åker 109:1              | Stenkrets                   |              | Åker, Småland       |       | 57.405126, 14.080109 | 10068501090001 | Ladda upp en bild av detta fornminne      |
| Åker 110:1              | Stenkrets                   |              | Åker, Småland       |       | 57.407198, 14.078841 | 10068501100001 | Ladda upp en bild av detta fornminne      |
| Åker 111:1              | Stensättning                |              | Åker, Småland       |       | 57.401940, 14.097079 | 10068501110001 | Ladda upp en bild av detta fornminne      |
| Åker 113:1              | Stensättning                |              | Åker, Småland       |       | 57.407587, 14.066230 | 10068501130001 | Ladda upp en bild av detta fornminne      |
| Åker 120:1              | Gravfält                    |              | Åker, Småland       |       | 57.425135, 14.028738 | 10068501200001 | Ladda upp en bild av detta fornminne      |
| Åker 121:1              | Stenkrets                   |              | Åker, Småland       |       | 57.432353, 14.032845 | 10068501210001 | Ladda upp en bild av detta fornminne      |
| Åker 122:1              | Stensättning                |              | Åker, Småland       |       | 57.421669, 14.040355 | 10068501220001 | Ladda upp en bild av detta fornminne      |
| Åker 124:1              | Stensättning                |              | Åker, Småland       |       | 57.418228, 14.018164 | 10068501240001 | Ladda upp en bild av detta fornminne      |
| Åker 126:1              | Stenkrets                   |              | Åker, Småland       |       | 57.391725, 14.068878 | 10068501260001 | Ladda upp en bild av detta fornminne      |
| Åker 126:2              | Grav markerad av sten/block |              | Åker, Småland       |       | 57.391853, 14.068917 | 10068501260002 | Ladda upp en bild av detta fornminne      |
| Åker 129:1              | Stensättning                |              | Åker, Småland       |       | 57.447665, 14.067124 | 10068501290001 | Ladda upp en bild av detta fornminne      |
| Åker 130:1              | Gravfält                    |              | Åker, Småland       |       | 57.446448, 14.070639 | 10068501300001 | Ladda upp en bild av detta fornminne      |
| Åker 136:1              | Gravfält                    |              | Åker, Småland       |       | 57.408555, 14.063581 | 10068501360001 | Ladda upp en bild av detta fornminne      |
| Åker 137:1              | Stensättning                |              | Åker, Småland       |       | 57.408844, 14.084544 | 10068501370001 | Ladda upp en bild av detta fornminne      |
| Åker 140:1              | Grav markerad av sten/block |              | Åker, Småland       |       | 57.401599, 13.989036 | 10068501400001 | Ladda upp en bild av detta fornminne      |
| Fredsröset (Åker 142:1) | Stensättning                |              | Åker, Småland       |       | 57.423636, 13.949744 | 10068501420001 | Ladda upp en bild av detta fornminne      |
| Åker 247                | Stensättning                |              | Åker, Småland       |       | 57.418988, 14.040899 | 12000000068852 | Ladda upp en bild av detta fornminne      |
| Åker 254                | Stensättning                |              | Åker, Småland       |       | 57.439069, 14.043430 | 12000000068863 | Ladda upp en bild av detta fornminne      |